# Benvinguts al sud
Benvinguts al sud (originalment en italià, Benvenuti al Sud) és una pel·lícula de comèdia italiana dirigida per Luca Miniero, nova versió de la pel·lícula francesa Benvinguts al nord de dos anys abans. La pel·lícula té una seqüela anomenada Benvenuti al Nord. La cinta estava centrada en Angelo Vassallo, un alcalde italià assassinat per la seva campanya contra el crim. Entre el repartiment, hi ha Claudio Bisio, Alessandro Siani, Giacomo Rizzo, Angela Finocchiaro, Valentina Lodovini, Nando Paone i Naike Rivelli. L'obra es va doblar i subtitular al català.

## Sinopsi
Alberto (Claudio Bisio) treballa a l'oficina de correus d'una petita ciutat del nord d'Itàlia quan, pressionat per la seva dona (Angela Finocchiaro), està disposat a tot per tal d'aconseguir el trasllat a Milà. Fingeix ser una persona amb discapacitat i anar amb cadira de rodes, però, quan es descobreix la trampa, és sancionat sent enviat a un poblet de Campània, amb el que això representa de malson per a un ciutadà del nord. Sol i ple de prejudicis es trasllada a la que considera la terra de la màfia, els ganduls i els ignorants.